# 戸川貞一
戸川 貞一（とがわ さだかず、1940年9月3日 - ）は、カレーうどん専門店・古奈屋社長。群馬県桐生市出身。
元芸能プロダクション社長。元スパイダースのマネージャー。独学でうどんを学ぶ。座右の銘は「人に嘘をつかないこと」。
堺正章は友達。

## 経歴
- 1983年 古奈屋を設立。
- 1996年 古奈屋株式会社を設立。代表取締役社長に就任。
- 2005年 東京駅八重洲口の地下街にスープカレー専門店・スープカレー古奈屋を出店。